# 硫砒鉄鉱
硫砒鉄鉱（りゅうひてっこう、arsenopyrite）はヒ素と鉄の硫化鉱物。ヒ素の代表的な鉱石鉱物である。古くは毒砂（どくしゃ）とも呼ばれた。
硫砒鉄鉱を焼くとヒ素が分離して、猛毒である亜ヒ酸ができる（亜砒焼きとよばれていた）。亜砒酸は宮崎県高千穂町土呂久の鉱毒事件の原因として有名である。
硫砒鉄鉱そのものには毒性はないが、表面には風化によって方砒素華など有害な砒素化合物が生成・付着している可能性がある。できる限り素手での取り扱いは避けるべきであり、やむを得ず取り扱った際は手の洗浄をおこなう。

## 語源
英名の Arsenopyrite は、砒素(Arsen)を含んだ黄鉄鉱(pyrite)の一種という当時の認識に由来する(E.F. Glocker、1847)。

## 性質・特徴
化学組成は FeAsS。純粋なものは鉄34.3%、ヒ素46%、硫黄19.7%の割合である。また、鉄の一部はコバルトもしくはニッケルで置き換えられ、コバルトの割合が大きい種類のグローコドート鉱(glaucodot) との間に連続的な固溶体をつくる。
結晶系は単斜晶系に属するが、通常、擬斜方晶系の菱餅型か菱形柱状の結晶で産出される。モース硬度は 5.5 - 6。比重は5.9 - 6.2。へき開は柱状で、断口は不平坦。
結晶は金属光沢があり、色は銀白、鋼灰色で、灰色にまたは黄色に変色する。条痕は灰黒色。
熱水鉱床やスカルン鉱床に広く産し、他の硫化鉱物と共存することが多い。ハンマーで叩くとヒ素特有のニンニクに似た悪臭がする。また、硝酸を加えると分解して、海綿質の硫黄を析出する。白鉄鉱同様に空気中の水分と反応して硫酸を生成し、分解するため保存には注意が必要である。
日本の尾平鉱山（大分県）では長柱状の結晶が産したことで有名である。

## 用途・加工法

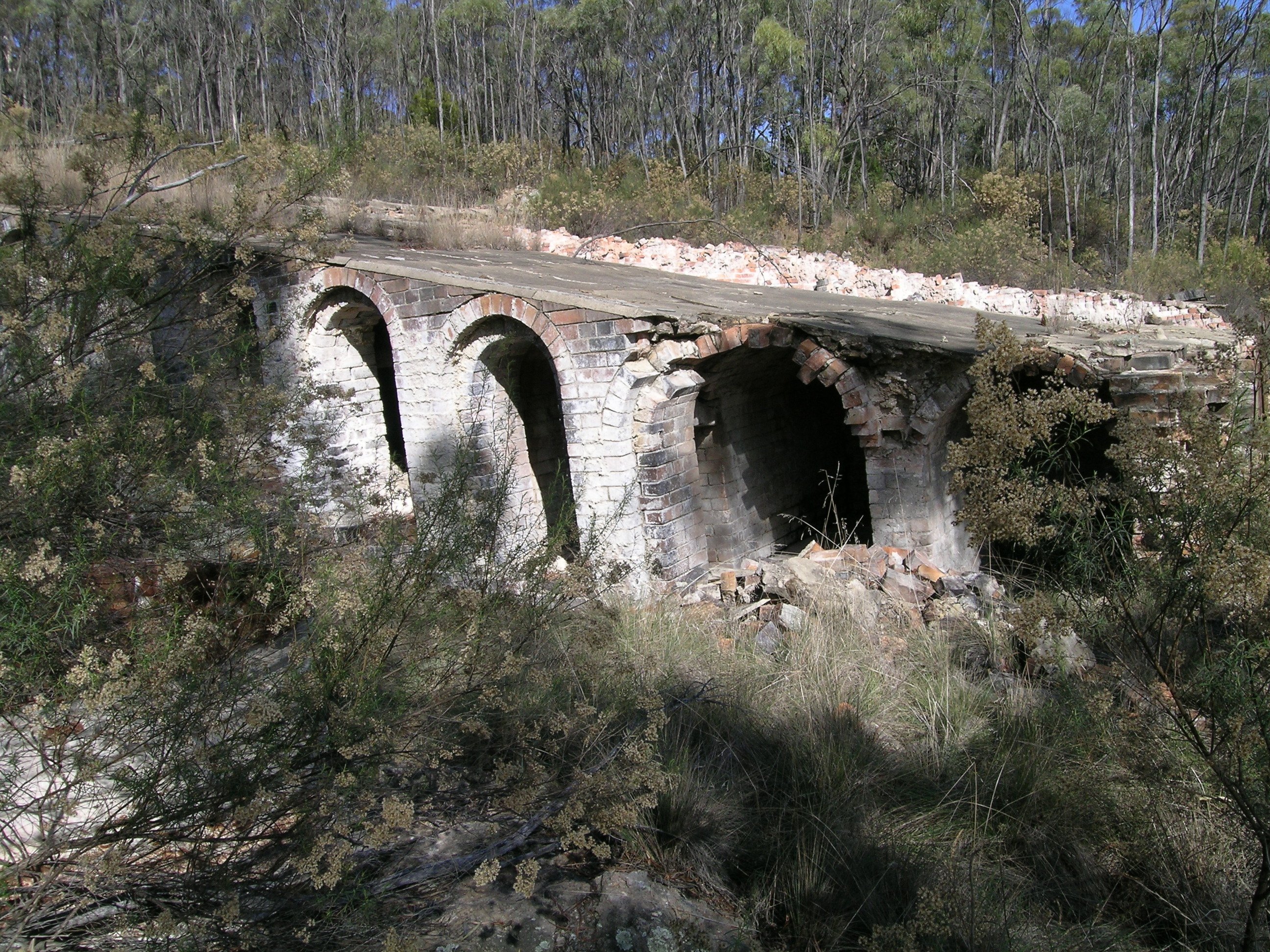
オーストラリアのOttery鉱山にあるレンガ製の亜ヒ酸焼成炉跡。レンガには亜ヒ酸が付着している。

用途としてもっとも使用されるのが亜ヒ酸（As2O3）の製造である。亜ヒ酸は古くから知られていた猛毒だが、ガラスのつや消しや緑色顔料、そして農薬、殺虫剤として大量に用いられていた。亜ヒ酸は焼釜などで焙焼することで得られる。
金、銅、錫、タングステン、アンチモン等を採掘する鉱山においては、硫砒鉄鉱が付随して産出することが多かった。このため、これらの精鉱あるいは地金の他に、市況の変化を観測して副産物として亜ヒ酸の生産に務める鉱山も多かった。笹ヶ谷鉱山で製造された「石見銀山ねずみ獲り」のように江戸時代にはすでに生産が行なわれていたと見られるが、日本各地の鉱山で亜ヒ酸の生産が本格化したのは、ドイツからの化学薬品輸入が途絶えた第一次世界大戦以降である。第一次大戦後にはアメリカにおいて、綿花や家畜用の殺虫剤として亜ヒ酸の需要が高まり、大戦終結で経営難に陥っていた硫砒鉄鉱を産出する日本各地の金属鉱山が再建策として亜ヒ酸の生産に着手する事が多かった。足尾銅山では、銅などの製錬によってでる煤塵を電気集塵機で回収し、無害な方法での亜ヒ酸の分離に成功していたが、他の鉱山では下に記すような原始的な製造法を用いていた。
これらの多くは陶芸に用いられる登り窯に酷似した原始的な焼成炉(猛毒をつくった窯の仕組み ｜ 土呂久　砒素のミュージアム - ウェイバックマシン（2016年5月1日アーカイブ分） - 妹尾河童による復元図がある)が用いられた。一番下の段に砕いた硫砒鉄鉱と燃料（木炭など）の混合物を入れて燃焼し、発生する亜ヒ酸を含む煤煙を階段上に区切った収集室に引き寄せ、亜ヒ酸の結晶を収集した。この粗製炉で得られる亜ヒ酸は純度が低いため、燃料にコークスを用いた精製炉で再度燃焼させ、純度を高めて出荷した。この方法では煤煙から亜ヒ酸を完全に収集（除去）する事は不可能であり、亜硫酸ガス等も含む煤煙は一番上段から吐き出される事になった。排出された煤煙は周辺の山林を枯らした他、亜ヒ酸の収集も収集室に人が入って行うために労働者も亜ヒ酸に曝露される事となった。亜ヒ酸の性質上（冷却すると亜ヒ酸が飴状に固まってしまう）、労働者は焙焼中に高温でヒュームが充満した収集室に入り作業した。安全対策として、泥や白粉を全身に塗る（作業終了後に風呂に入って洗い流す）、服を着重ねタオルや手ぬぐいで顔を覆う、などを行なったがヒ素の曝露は避けられなかった。第二次大戦後には防塵マスクも採用されたが、高温でゴムが溶けて火傷するなどしてほとんど使用されなかった。周囲の機材や用具、製品の容器にも亜ヒ酸が付着したことから、周辺で運搬などに関わった人もヒ素中毒になったという。鉱山によっては、選鉱の前処理として亜ヒ焼きを行い、水で鉱石を冷却したのち比重選鉱を行なったケースもあり、この場合は排水に多量の亜ヒ酸が流出する事となった。
この方式は日本だけでなく、海外の鉱山でも見られ、オーストラリア・ニューサウスウェールズ州Emmavilleの旧Ottery鉱山には煉瓦造りの亜ヒ酸焼成炉の残骸が史跡として遺されている。日本では1970年代に、すでに廃鉱となった各地のヒ素鉱山で鉱害防止工事が行なわれ、その際に亜ヒ酸焼成炉は全て撤去されている。
鉱山の周辺で盛んに亜ヒ焼きが行われていたが、深刻な鉱毒被害を引き起こしたことで現在は見ることはない。現在では製錬時に発生する煤煙を集塵機にかけた後、この塵から亜ヒ酸を回収する事が多い。
その他、花火の材料や鉛と混ぜて弾丸用の合金の原料に用いられる。

## 硫砒鉄鉱グループ
- 硫砒鉄鉱 (Arsenopyrite) - FeAsS
- グローコドート鉱 (Glaucodot) - (Co0.5Fe0.5)AsS
- 硫安鉄鉱 (Gudmundite) - FeSbS
- 硫砒オスミウム鉱 (Osarsite) - (Os,Ru)AsS
- 硫砒ルテニウム鉱 (Ruarsite) - (Ru,Os)AsS